# Liste des Commonwealth Heritage auf den Ashmore- und Cartier-Inseln
Die Liste des Commonwealth Heritage listet alle Objekte auf den Ashmore- und Cartier-Inseln (Australische Außengebiete) auf, die in die Commonwealth Heritage List aufgenommen wurden. Grundlage der Liste ist der Environment Protection and Biodiversity Conservation Act aus dem Jahr 1999. Bis November 2004 wurde eine Stätte auf den Inselgruppen in die Liste aufgenommen.